# Каменка (Атяшевський район)
Ка́менка (рос. Каменка, ерз. Каменка) — село у складі Атяшевського району Мордовії, Росія. Входить до складу Козловського сільського поселення.

## Населення
Населення — 253 особи (2010; 300 у 2002).
Національний склад (станом на 2002 рік):
- росіяни — 90 %